# Красинское (Тверская область)
Красинское — деревня в Конаковском районе Тверской области. Входит в состав Ручьёвского сельского поселения.

## География
Находится в юго-восточной части Тверской области на расстоянии приблизительно 19 км на юго-восток по прямой от районного центра города Конаково.

## История
Известна с 1628 года как пустошь. В 1859 году здесь (деревня Корчевского уезда Тверской губернии) было учтено 25 дворов, в 1900 — 17.

## Население
Численность населения: 188 человек (1859 год), 106 (1900), 2 (русские 100 %) в 2002 году, 1 в 2010.